# Comité olympique national italien
Le Comité olympique national italien (en italien, Comitato Olimpico Nazionale Italiano, abrégé en CONI) est le comité national olympique italien créé entre les 9 et 10 juin 1914. Membre affilié du Comité international olympique, il est édifié comme l'organe suprême du sport italien, ayant autorité sur les associations sportives italiennes. Il organise également l'encadrement des délégations italiennes lors des différents Jeux olympiques. Depuis 1999, son président était Gianni Petrucci, ancien président des fédérations nationales de basket-ball et de football. Son quatrième mandat consécutif se termine en 2012.
En 2009, le budget alloué par l'État au CONI s'élève à 446 640 000 d'euros.
Son siège se trouve au palais H, à l'entrée du Foro Italico à Rome.

## Liste des présidents du CONI
- Carlo Compans de Brichanteau (1914 - 1920)
- Carlo Montù (1920 - 1921, commissaire)
- Francesco Mauro (1921 - 1923)
- Aldo Finzi (1923 - 1925)
- Lando Ferretti (1925 - 1928)
- Augusto Turati (1928 - 1930)
- Iti Bacci (1930 - 1931, commissaire)
- Leandro Arpinati (1931 - 1933)
- Achille Starace (1933 - 1939)
- Rino Parenti (1939 - 1940)
- Raffaele Manganiello (1940 - 1943)
- Alberto Bonacossa (1943, commissaire)
- Ettore Rossi (1943 - 1944)
- Puccio Pucci (1944)
- Giulio Onesti (1944 - 1978, commissario jusqu'en 1946, puis président)
- Franco Carraro (1978 - 1990)
- Arrigo Gattai (1990 - 1993)
- Mario Pescante (1993 - 1998)
- Bruno Grandi (1998 - 1999, régence)
- Giovanni Petrucci (1999 - 2013)
- Riccardo Agabio (2013, régence)
- Giovanni Malagò (depuis 2013)

## Installations sportives
Le Centre de préparation olympique de Formia est ouvert depuis 1955 à Formia.

## Logos

Logo avant 2014.
Logo actuel (depuis 2014).
Logo alternatif actuel (depuis 2014).